# Borden Parker Bowne
Borden Parker Bowne, född 14 januari 1847, död 1 april 1910, var en amerikansk teolog och filosof.
Bowne var från 1876 professor i filosofi vid Bostons universitet och företrädde en av Hermann Lotze och Charles Renouvier påverkad personalistisk idealism. Bland Bownes främsta arbeten märks Metaphysics (reviderad utgåva 1898), The principles of ethics (1892), The theory of thought and knowledge (1897), Theism (1902), Personalism (1908) och Kant and Spencer (postumt utgiven 1912).